# Miguel Asín Palacios
Miguel Asín Palacios  (Zaragoza, 5 de julho de 1871-San Sebastián, 12 de agosto de 1944) foi um arabista espanhol e um padre católico romano. Ele é conhecido principalmente por sugerir fontes muçulmanas para ideias e motivos apresentados na Divina Comédia de Dante, o que discute em seu livro "A Escatologia Muçulmana na Divina Comédia" (1919). Ele escreveu sobre o Islã medieval, extensivamente sobre Al-Ghazali (latim: Algazel). Um importante livro, "O Islamismo Cristianizado" (1931) apresenta um estudo do Sufismo através das obras de Muhyiddin ibn 'Arabi (Mohidín Abenarabe) de Múrcia na Andaluzia (Al-Andalus medieval). Asín também publicou outros artigos comparativos de certas influências islâmicas sobre o cristianismo e sobre o misticismo na Espanha.

## Biografia
Cursou suas primeiras letras e bacharelado em colégios de escolápios e jesuítas. Estudou a carreira eclesiástica e se doutorou em teologia no seminário de Zaragoza. Em 1891, assistia pela primeira vez às aulas de Julián Ribera, iniciando assim uma longa amizade e colaboração científica.
Em 1895, foi ordenado sacerdote, e poucos meses depois transladou-se a Madri para seu doutorado, que ocorreu em 1896; quando então conheceu Menéndez Pelayo e, sete anos mais tarde, em 1903, ganhou por oposição a Cátedra de Língua Arábica da Universidade de Madri, na qual sucedeu a Francisco Codera Zaidín.
Em 1905, assistiu ao Congresso Internacional de Orientalistas de Argel e, em 1908, ao de Copenhague. Entre 1906 e 1909 publicou em colaboração com Julián Ribera a revista Cultura Española, gozando já por então de prestígio internacional que lhe abriu as portas dos mais prestigiosos centros científicos de Espanha e do estrangeiro. Participou na fundação do Centro de Estudios Históricos (1910). Em 1912 ingressava na Real Academia de Ciencias Morales y Políticas, em 1919 na da Língua e em 1924 na de História.
Uma de suas obras chave, La Escatología musulmana en la Divina Comédia (Madri, 1919), discurso de ingresso na Real Academia Espanhola, defendia a hipótese de que o escritor florentino se serviu dos textos de Ibn al-Arabi para compor sua conhecida obra. Desde seu posterior ingresso na Academia da História, aprofundou na figura do escritor Ibn Hazm, o que culminou no livro Abenhazan de Córdoba y su historia crítica de las ideas religiosas (Madri, 1927-1932). Foi também tradutor, editor e estudioso do andalusi Avempace, filósofo do século XI originário da Taifa de Zaragoza.
Em 1931, publicou El Islam cristianizado, em que estudou a relação entre o sufismo e o ascetismo cristão até o século XVI. Propulsinou os estudos arábicos em sua cátedra e com a revista que fundou em 1933, Al-Andalus. Publicou, ademais, na Revista de Aragón. Em 1939 foi nomeado vice-presidente do Conselho Superior de Investigações Científicas, órgão cujo Instituto de Estudos Árabes leva seu nome.
Foi também membro de numerosas sociedades científicas estrangeiras: da Hispanic Society of America, da Real Academia de Artes e Ciências dos Países Baixos (em holandês: Koninklijke Nederlandse Akademie vão Wetenschappen, abreviado como: KNAW) de Amsterdam, de The Medieval Academy of America, do Comité International d'Histoire dês Sciences, da Royal Asiatic Society de Londres, da Société Asiatique de Paris e da Academia Árabe de Damasco. Foi sumiller de cortina de Alfonso XIII e membro da Junta Construtora da Cidade Universitária de Madri. Em sua morte, seu arquivo e biblioteca, que incorporava os ricos legados dos arquivos de Francisco Codera e de Julián Ribera, passaram a fazer parte dos fundos da Biblioteca da UNED.
Sua obra de erudito centrou-se em encontrar as relações mútuas que uniram a cultura cristã e a islâmica e em exumar textos mal conhecidos, sentindo um especial interesse neste sentido pela filosofia islâmica. Sua produção, fora dos estudos estritamente filológicos, se estruturou em quatro direções:
- 1.ª) exumação de textos hispano-árabes e confrontação de seus conteúdos com a obra dos grandes pensadores islâmicos orientais para constatar suas relações;
- 2.ª) influxo da espiritualidade cristã no pensamento sufi;
- 3.ª) contribuição da filosofia arábica ao Renascimento da Escolástica cristã do século XIII
- 4.ª) precedentes islâmicos no grande florescimento místico hispano do século XVI.

Suas obras principais são Averroísmo teológico en Santo Tomás de Aquino (1904); La escatología musulmana en la Divina Comedia (1919), livro importantíssimo que descobre as fontes sufis utilizadas por Dante Alighieri; El Islam cristianizado (1931), onde desvela a ascendência cristã da mística de Ibn al-Arabi, Abén Massara e Abentofail; La espiritualidad de Algazel e su sentido cristiano (1934), em que se demonstra a ascendência cristã da teologia de Al-Ghazali (Algacel ou Algazel). Como linguista e lexicógrafo, é muito importante o seu Glosario de voces romances registradas por un botánico hispano-musulmán (séculos XI-XII).

## Política
Procurador em Cortes designado pelo chefe do Estado, Francisco Franco, durante a I Legislatura dos Cortes Espanholas (1943-1946). Sendo procurador, faleceu o 22 de novembro de 1944.

## Obras
- Lecciones de historia de la filosofía adaptadas al programa de dicha asignatura... Zaragoza, 1899.
- Mohidin, escritor musulmán del siglo XII, natural de Murcia. Madrid: V. Suárez, 1899. 40 p.
- El filósofo zaragozano Avempace. Zaragoza: Comas Hnos., 1900-1901.
- Algazel: Dogmática, moral, ascética. Prólogo de Marcelino Menéndez Pelayo. Zaragoza: Comas Hnos., 1901.
- El filósofo autodidacto. Zaragoza: Comas Hnos., 1901.
- Description d'un manuscrit arabechrétien de la bibliothèque de M. Codera (le poete Isa EI-Hazar). París: [s.n.], 1906.
- La psicología según Mohidin Abenarabi. París: Ernest Leroux, 1906.
- La indiferencia religiosa en la España musulmana según Abenhazam, historiador de las religiones y de las sectas. Madrid: [s.n.], 1907, (Impr. Ibérica),
- La polémica anticristiana de Mohamed el Caisi. New York: Protat Freres, 1909.
- Un tratado morisco de polémica contra los judíos. París: A. Burdin, 1909. 24 p.
- Un faqih siciliano, contradictor de Al Gazzdli (Abu Abd Alldh de Mazara). Palermo: [s.n.], 1910, (Stabilimento Tipografico Virzi).
- Manuscritos árabes y aljamiados de la Biblioteca de la Junta. Noticia y extractos por los alumnos de la Sección Árabe bajo la dirección de J. Ribera y Asín. Madrid: [s.n.], 1912 (Impr. Ibérica).
- Noticia de los manuscritos árabes del Sacro-Monte de Granada. Granada: [s.n.], 1912 (Impr. El Defensor de Granada).
- Abenmasarra y su escuela: Orígenes de la filosofía hispano-musulmana. Discurso leído en el acto de su recepción en la Real Academia de Ciencias Morales y Políticas por don Miguel Asín *Palacios y contestación del Excmo. Señor don Eduardo Sanz y Escartín el 29 de marzo de 1914. Madrid: [s.n.], 1914, (Impr. Ibérica).
- El original árabe de La disputa del asno contra Fr. Anselmo Turmeda. Madrid: Suc. Hernando, 1914.
- L'enseignement de l'arabe en Espagne. Alger: Adolphe Jourdan, 1914.
- Introducción al Arte de la Lógica por Abentomlús de Alcira. Madrid: [s.n.], 1916 (Impr. Ibérica).
- Logia et agrapha Domini Iesu apud moslemicos scriptores, asceticos praesertim, usitate, Collegit vertit, notas intruxit... Paris: Diderot, 1916.
- Los caracteres y la conducta: Tratado de moral práctica por Abenhazám de Córdoba. Madrid : Centro de Estudios Históricos, 1916.
- La escatología musulmana en «La Divina Comedia»: Discurso leído en el acto de recepción de la Real Academia Española y contestación de don Julián Ribera Tarragó el 26 de enero de 1919. Madrid: [s.n.], 1919, (Impr. Maestre).
- Une introduction musulmane a la vie spirituelle... Toulouse: [s.n.], 1923. 41 p.
- El cordobés Abenhazam, primer historiador de las ideas religiosas: Discurso leído ante la Real Academia de la Historia en la recepción pública del señor D. Miguel Asín Palacios el 18 de mayo de 1924 con el discurso de contestación de don Julián Ribera Tarragó. Madrid: [s.n.], 1924 (Impr. Mestre)
- El origen árabe de la novela aljamiada «El baño de Zarieb». Madrid: Centro de Estudios Históricos, 1924.
- La escatología musulmana en «La Divina Comedia»: Discurso leído en el acto de recepción de la Real Academia Española y contestación de don Julián Ribera Tarragó el 26 de enero de 1919. Madrid: Rev. Archivos, 1924.
- La influence musulmane dans la Divine Comedia. Histoire et critique d'une polemique. Nogent Le Retrou: [s.n.], 1924.
- Un compendio musulmán de pedagogía: El libro de la introducción a las ciencias de Algacel. Universidad, 1924, 1, p. 3-19.
- El místico murciano Abenarabi. (Monografías y documentos). l. Autobiografía cronológica. Madrid: [s.n.], 1925 (Tip. de la Revista de Archivos).
- Islam and the Divine Comedy. London: H. Watson, 1926.
- Abenházam de Córdoba y su historia crítica de las ideas religiosas. Madrid: Real Academia de la Historia, 1927-1932. 5 v.
- Dante y el Islam. Madrid: Edit. Voluntad, 1927.
- Introducción a «Disertaciones y Opúsculos» de Julián Ribera y Tarragó. Madrid: E. Mestre, 1928. Vol. I, p. XV + CXVI.
- El justo medio de la creencia. Compendio de Teología dogmática de Algazel. Traducción española. Madrid: Mestre, 1929.
- El libro de los animales de Chaid. Madrid: Saez Hnos., 1930.
- La theologie dogmatique d'Abenhazam de Cordoue. Revue des Sciences philosophiques et theologiques, 1930, janvier, p. 51-62.
- Un aspecto inexplorado de los orígenes de la Teología escolástica. París, Vrin, Ulle: S.I.L.I.C., 1930. 11 p. Separata de Melanges Mandonnet, 1930, 2, p. 655--661.
- De la Mystique d'Abenarabi. Les états, les demeures et les charismes. Toulouse: [s.n.], 1931.
- El Islam Cristianizado Estudio del «Sufismo» a través de la obra de Abenarabi de Murcia. Madrid: Plutarco, 1931.
- El místico Abulabas Benalarif de Almería y su «Mahasin Al Machalis». Madrid: Saez Hnos., 1931.
- Muhammad ibn Al Arabi. Vidas de Santones andaluces. La «Epístola de la Santidad» de Ibn Arabi de Murcia. Madrid: Mestre, 1933.
- Un precursor hispanomusulmán de San Juan de la Cruz. Al-Andalus, 1933, 1, p. 7-79.
- La espiritualidad de Algazel y su sentido cristiano. Madrid: Impr. Mestre, 1934-1941. 4 v.
- Un códice inexplorado del cordobés Ibn Hazm. Al-Andalus, 1934, 1, p. 1-56.
- Contribución a la toponimia árabe de España. Madrid: C.S.I.C., 1940.
- Huellas del Islam. Santo Tomás de Aquino, Turmeda, Pascal, San Juan de la Cruz. Madrid: Espasa Calpe, 1941.
- La escatología musulmana en «La Divina Comedia»: Discurso leído en el acto de recepción de la Real Academia Española y contestación de don Julián Ribera Tarragó el 26 de enero de 1919. 3ª ed. Madrid: C.S.I.C., 1943. 616 p. Seguida de la «Historia y Crítica de una polémica».
- La «Carta de Adiós» de Avempace. Al-Andalus, 1943, 8, p. 1-87.
- Contribución a la toponimia árabe de España. 2ª ed. [S.l.: s.n.], 1944.
- Obras escogidas. Madrid: Editorial C.S.I.C., 1946-1948, 3 v.
- Crestomatía de árabe literal con glosario y elementos de gramática. Madrid: [s.n.], 1939 ([Lit. Fernández]).